# Груев залив
Груевият залив (на английски: Gruev Cove) е залив на протока Брансфийлд, вдлъбващ се в остров Гринуич от Южните Шетландски острови в Антарктика.
Наименуван е на Даме Груев (1871 – 1906), водач на българското освободително движение в Македония.

## Местоположение
Заливът, широк 300 м, се врязва на 650 м в източния бряг на остров Гринуич южно от нос Санта Крус и северно от рида Парчевич. Над залива се издига ридът Богдан от северната страна, Бенковският нунатак от западната.
Заливът се е образувал в резултат на оттеглянето на ледниците през втората половина на XX век.
Географски координати на Груевия залив: 62°30′22″ ю. ш. 59°33′46″ з. д. / 62.506111° ю. ш. 59.562778° з. д.

## Картографиране
Картографирането е българско от 2009 година.

## Карти
- L.L. Ivanov et al. Antarctica: Livingston Island and Greenwich Island, South Shetland Islands. Scale 1:100000 topographic map. Sofia: Antarctic Place-names.
- L.L. Ivanov. Antarctica: Livingston Island and Greenwich, Robert, Snow and Smith Islands. Scale 1:120000 topographic map.  Troyan: Manfred Wörner Foundation, 2009.  ISBN 978-954-92032-6-4